# Freak Power
Freak Power je britské hudební uskupení, které v roce 1993 založil Norman Cook a Ashley Slater. Skupina kombiinující acid jazz a funk vystupovala zejména v 90. letech.

## Historie
Skupina byla založena v roce 1993, kdy vznikla jako vedlejší projekt DJe a hudebníka Normana Cooka (později se proslavil jako Fatboy Slim) a původem kanadského kapelníka, zpěváka a trombonisty Ashley Slatera. Uskupení se proslavilo zejména singlem Turn On, Tune In, Cop Out, který proslavila firma Levi’s ve své reklamě na tenisky. Album Drive Thru Booty bylo považováno za jedno z nejlepších alb 90. let. V roce 1996 vydala skupina Freak Power další album, More of Everything for Everybody. Toto album ještě výrazněji čerpalo z tradice acid jazzové hudby. Po definitivním odchodu Normana Cooka v roce 1996 se kapela na mnoho let odmlčela, poté se opět vrátila na světová pódia ve staronové sestavě.

## Složení

### Současníčlenové
- Ashley Slater – zpěv, trombón
- Dale Davis – baskytara
- Kate Cameron – zpěv
- Tony Remy – kytara
- Adam Bushell – bicí
- Carly Bryant – klávesy

### Bývalíčlenové
- Norman Cook (Fatboy Slim)

### Hostující členové
- Jan Kořínek – piano

## Diskografie
- 1993: Drive Thru Buty
- 1996: More of Everything for Everybody

## Galerie

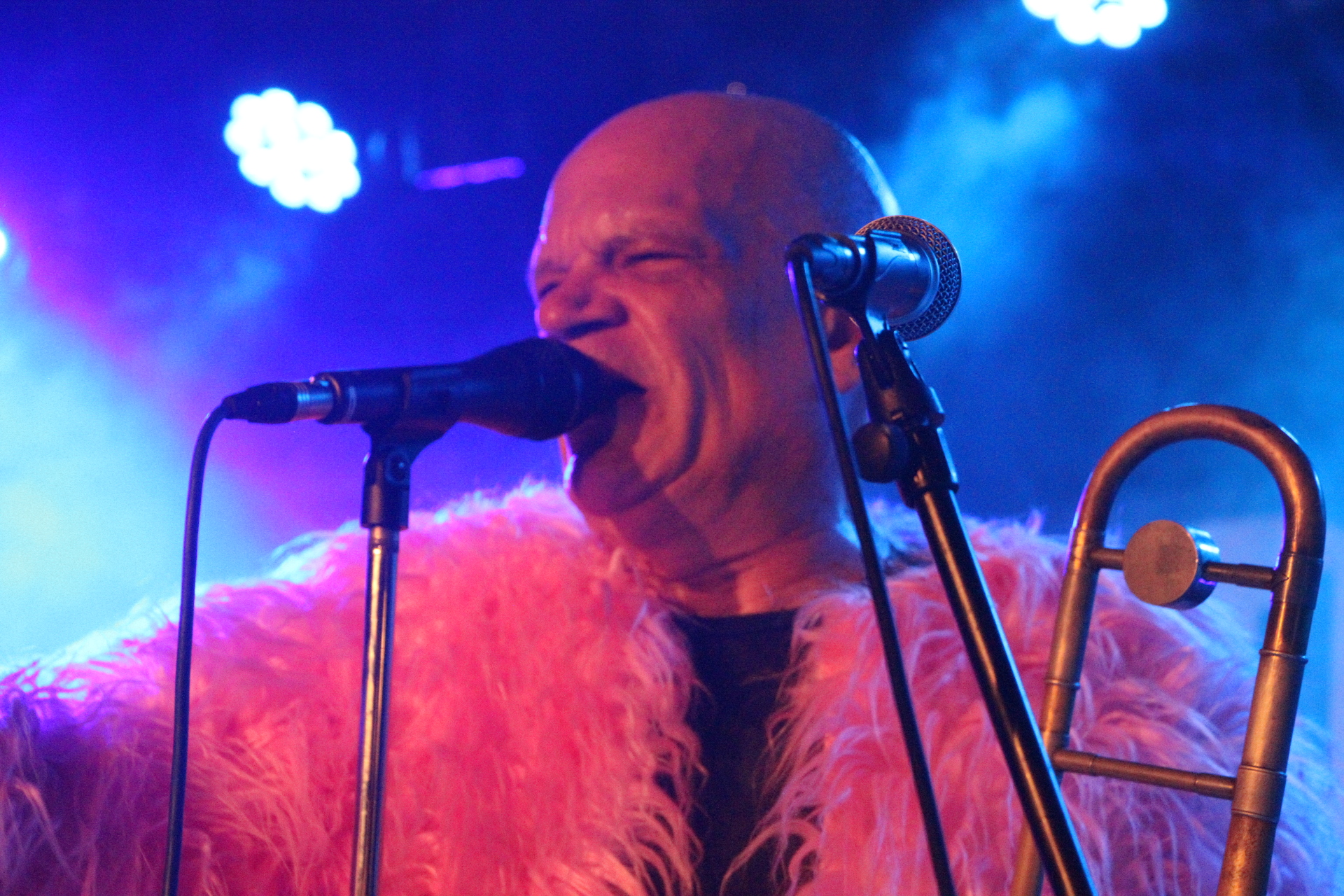
Ashley Slater na koncertu 15. 11. 2024 v Brně
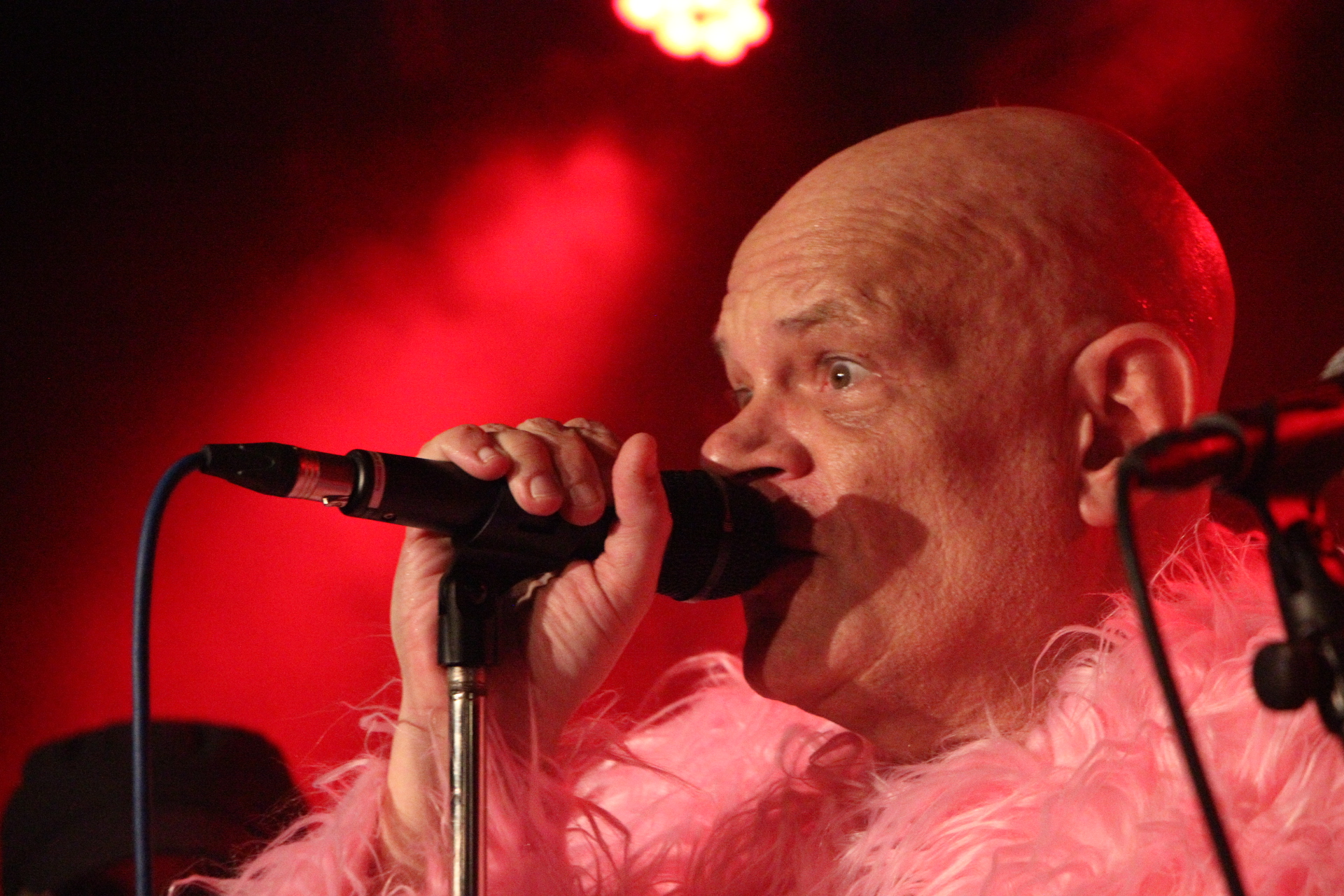
Ashley Slater na koncertu 15. 11. 2024 v Brně
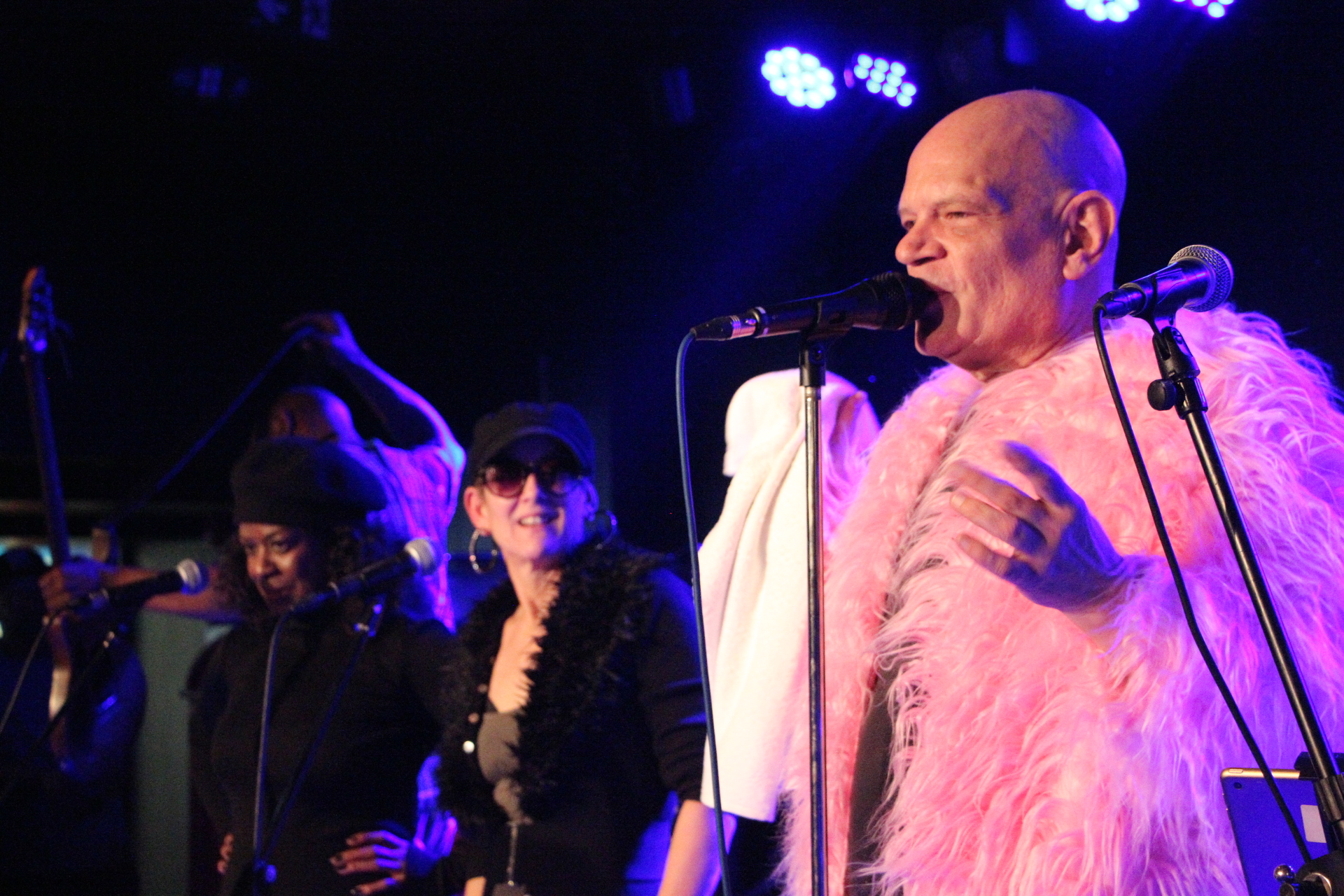
Ashley Slater na koncertu 15. 11. 2024 v Brně
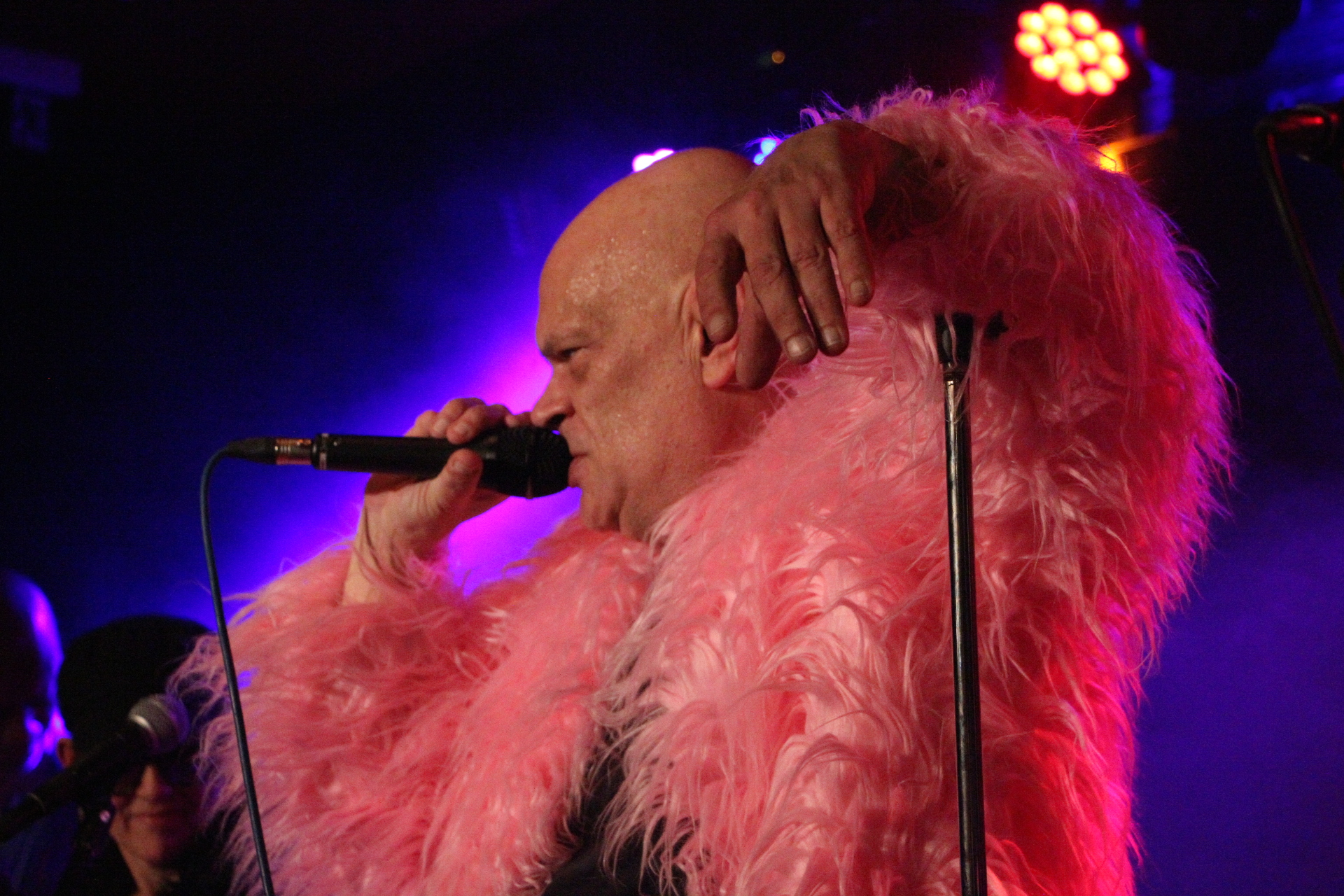
Ashley Slater na koncertu 15. 11. 2024 v Brně
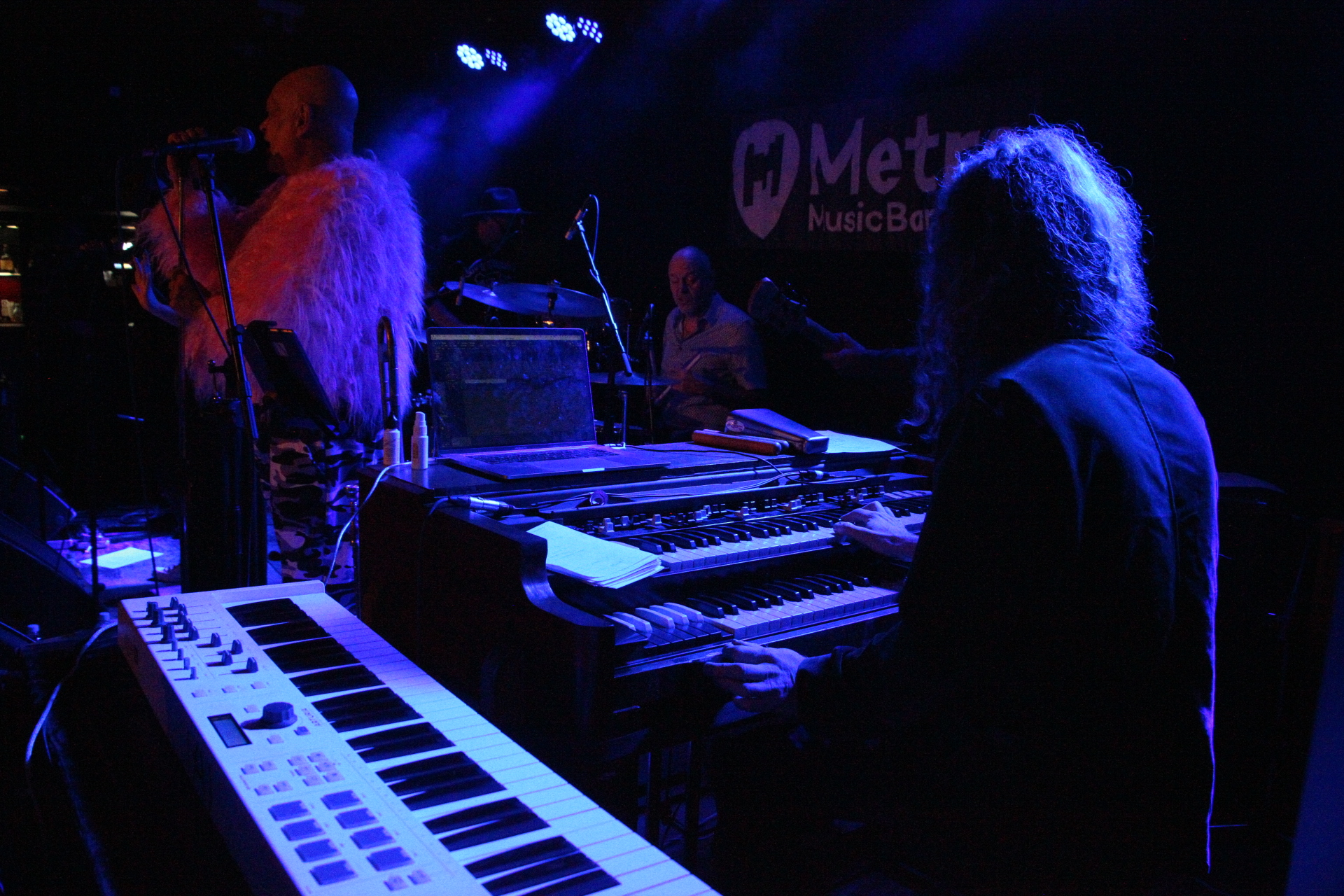
Pianista Jan Kořínek na koncertu 15. 11. 2024 v Brně